# Pusignan
Pusignan ist eine französische Gemeinde mit 4145 Einwohnern (Stand: 1. Januar 2022) im Département Rhône in der Region Auvergne-Rhône-Alpes. Die Einwohner werden Pusignanais genannt.

## Geographie

### Lage
Pusignan liegt etwa 18 Kilometer östlich von Lyon.

### Nachbargemeinden
Umgeben wird Pusignan von den Nachbargemeinden Jonage im Norden, Villette-d’Anthon im Nordosten, Janneyrias im Osten, Colombier-Saugnieu im Süden und Südosten, Genas im Westen und Südwesten sowie Meyzieu im Westen und Nordwesten.

## Geschichte
Pusignan verdankt seinen Namen einem Offizier Julius Cäsars namens Pusinius. In der Gemeinde wurden an einem Ort mit dem Namen le Pavillon Burgundergräber sowie Spuren eines römischen Forts gefunden. Dieser Ort war ein Wachposten und Militärstützpunkt, denn von dort konnte man die wichtige Handelsroute von Lyon nach Crémieu überblicken.
Die im 12. Jahrhundert errichtete Burg wurde 1789 zerstört. Die Kapelle besteht jedoch noch und befindet sich heute im Zentrum des alten Friedhofs.
In den letzten Jahren hat die Nähe zu Lyon das Erscheinungsbild der Stadt verändert. Zahlreiche Wohnungen wurden gebaut. Um die Lebensqualität zu erhalten und Umweltschäden auszugleichen, sind jedoch Wohnanlagen mit über zwei Stockwerken nicht erlaubt.

### Bevölkerungsentwicklung
Seit Anfang der 1960er Jahre ist die Einwohnerzahl stark angestiegen.
| Jahr                       | 1793 | 1831 | 1906 | 1936 | 1962 | 1968 | 1975 | 1982 | 1990 | 1999 | 2007 | 2008 | 2012 | 2013 | 2020 |
| -------------------------- | ---- | ---- | ---- | ---- | ---- | ---- | ---- | ---- | ---- | ---- | ---- | ---- | ---- | ---- | ---- |
| Einwohner                  | 649  | 1168 | 990  | 807  | 1060 | 1249 | 1800 | 1876 | 2720 | 3098 | 3482 | 3506 | 3730 | 3756 | 4190 |
| Quellen: Cassini und INSEE |      |      |      |      |      |      |      |      |      |      |      |      |      |      |      |

## Politik und Verwaltung

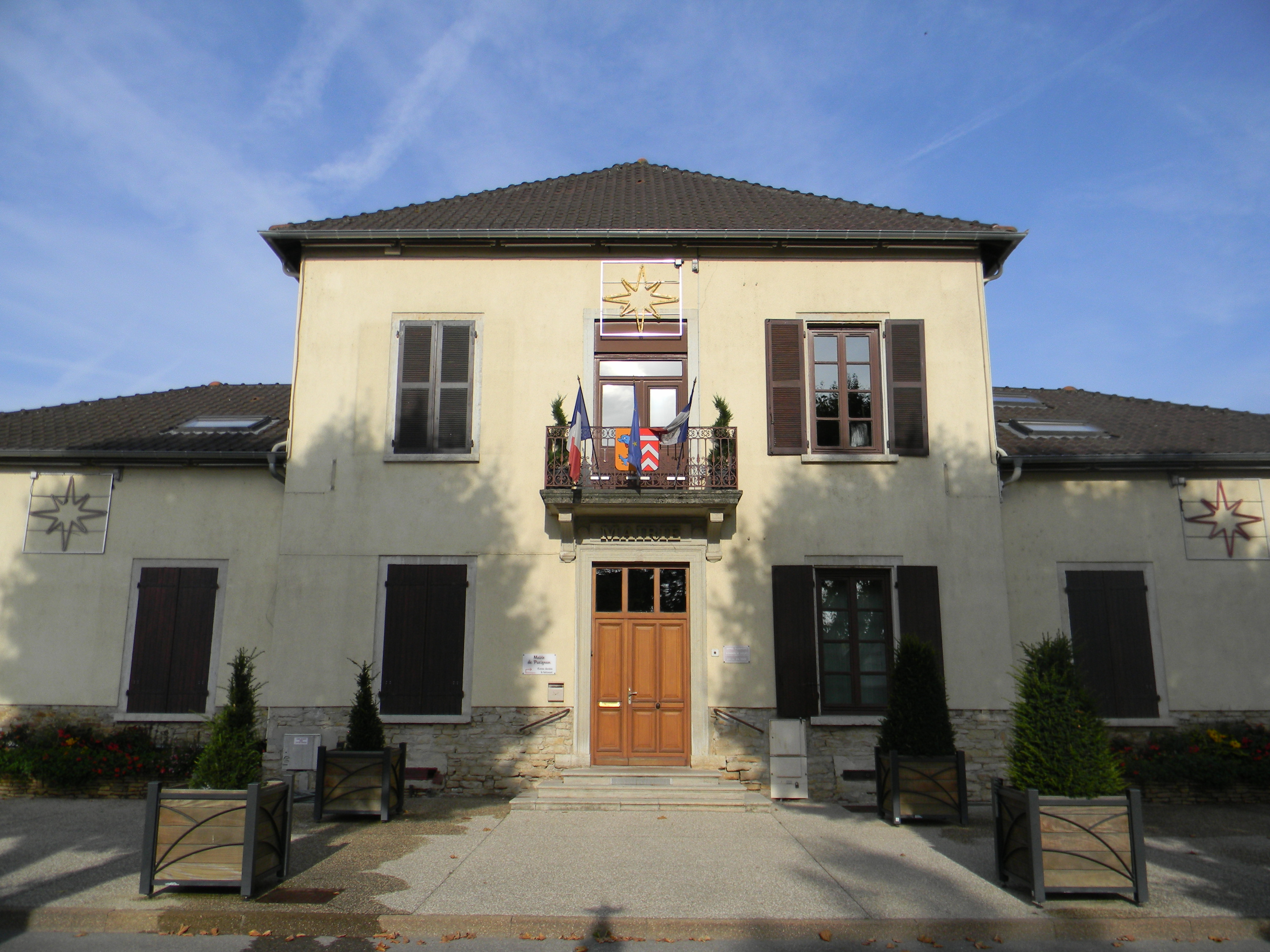
Mairie (Bürgermeisteramt)

Die Gemeinde war Teil des Departments Isère und wurde 1967 dem Department Rhône angegliedert. Mit den Kantonalwahlen 2015 wurde Pusignan dem neuen Kanton Genas angegliedert, davor gehörte es zum Kanton Meyzieu. Pusignan gehört zum Gemeindeverband Communauté de communes de l’Est Lyonnais.
Bürgermeister seit 1980
| von  | bis             | Name             |
| ---- | --------------- | ---------------- |
| 2008 | Wiederwahl 2014 | Gilbert Marboeuf |
| 1995 | 2008            | Chantal Genthon  |
| 1980 | 1995            | André Pautet     |

### Gemeindepartnerschaft
Mit der deutschen Stadt Schönwald in Bayern besteht seit 1984 eine Gemeindepartnerschaft.

## Wirtschaft und Infrastruktur
Wenn auch Pusignan außerhalb des Gebiets von Grand Lyon geblieben ist, ist die Entwicklung der Gemeinde dennoch stark mit dem Ballungsgebiet Lyon verbunden.
Die für die Landwirtschaft genutzte Grundfläche beträgt mehr als die Hälfte der Gesamtfläche der Gemeinde. Angebaut werden vor allem Mais, Weizen, Sonnenblumen und Raps.

### Verkehr
Der Flughafen Lyon Saint-Exupéry liegt vier Kilometer von der Gemeinde entfernt. Durch die Gemeinde führt die Autoroute A432 und die frühere Route Nationale 346.

## Sehenswürdigkeiten
- Ruinen der Burg Pusignan, ursprünglich im 12. Jahrhundert errichtet
- Kirche Saint-Vierge aus dem 19. Jahrhundert, mit Fundamentresten aus dem 5. und 6. Jahrhundert
- Romanische Kapelle der Abtei Moifond aus dem 12. Jahrhundert mit Friedhof, seit 1982 Monument historique
- Marais von Charvas, ein Sumpfgebiet, das in die Naturgebiete-Organisation zone naturelle d'intérêt écologique, faunistique et  floristique aufgenommen wurde

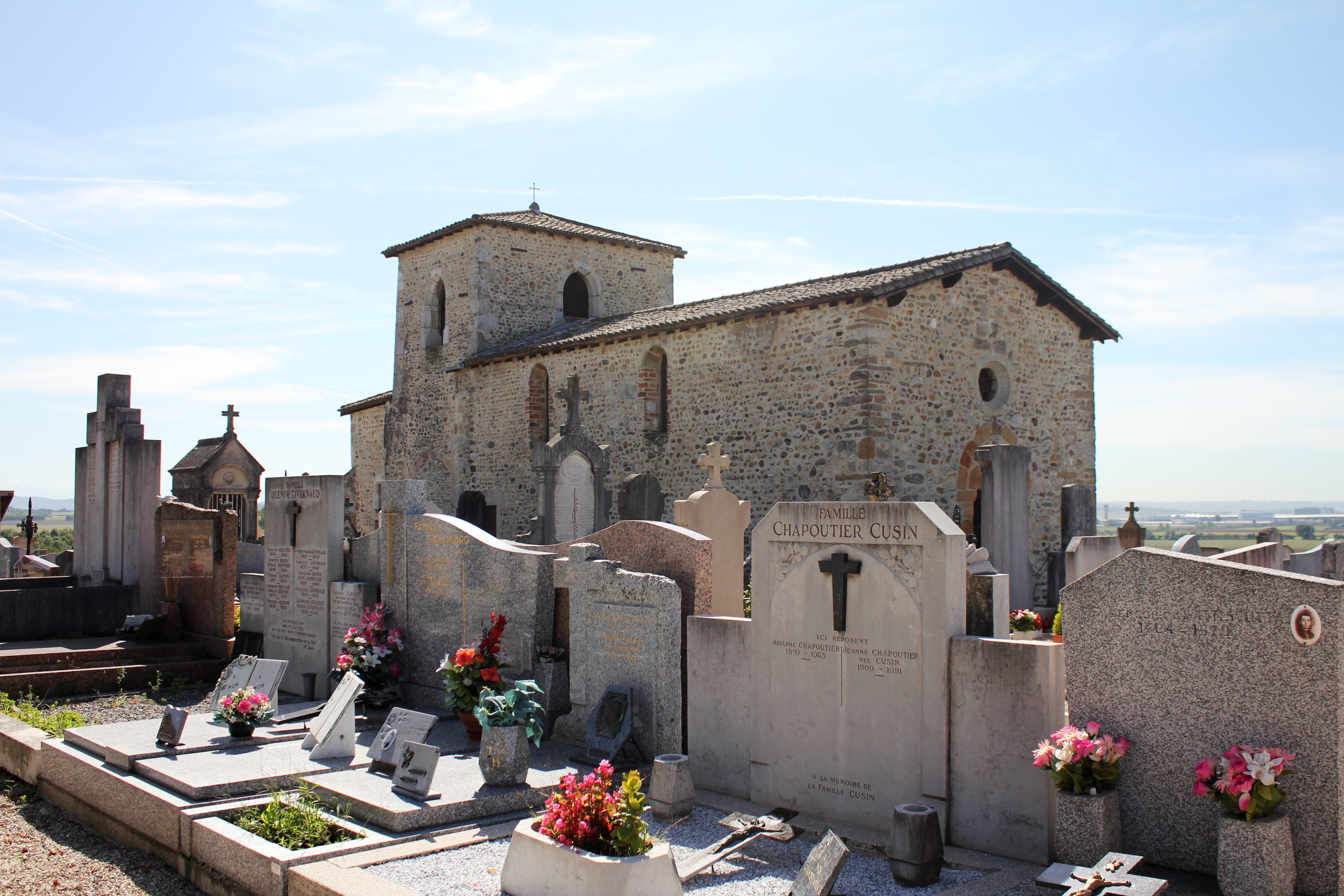
Kapelle der Abtei Moifond mit Friedhof
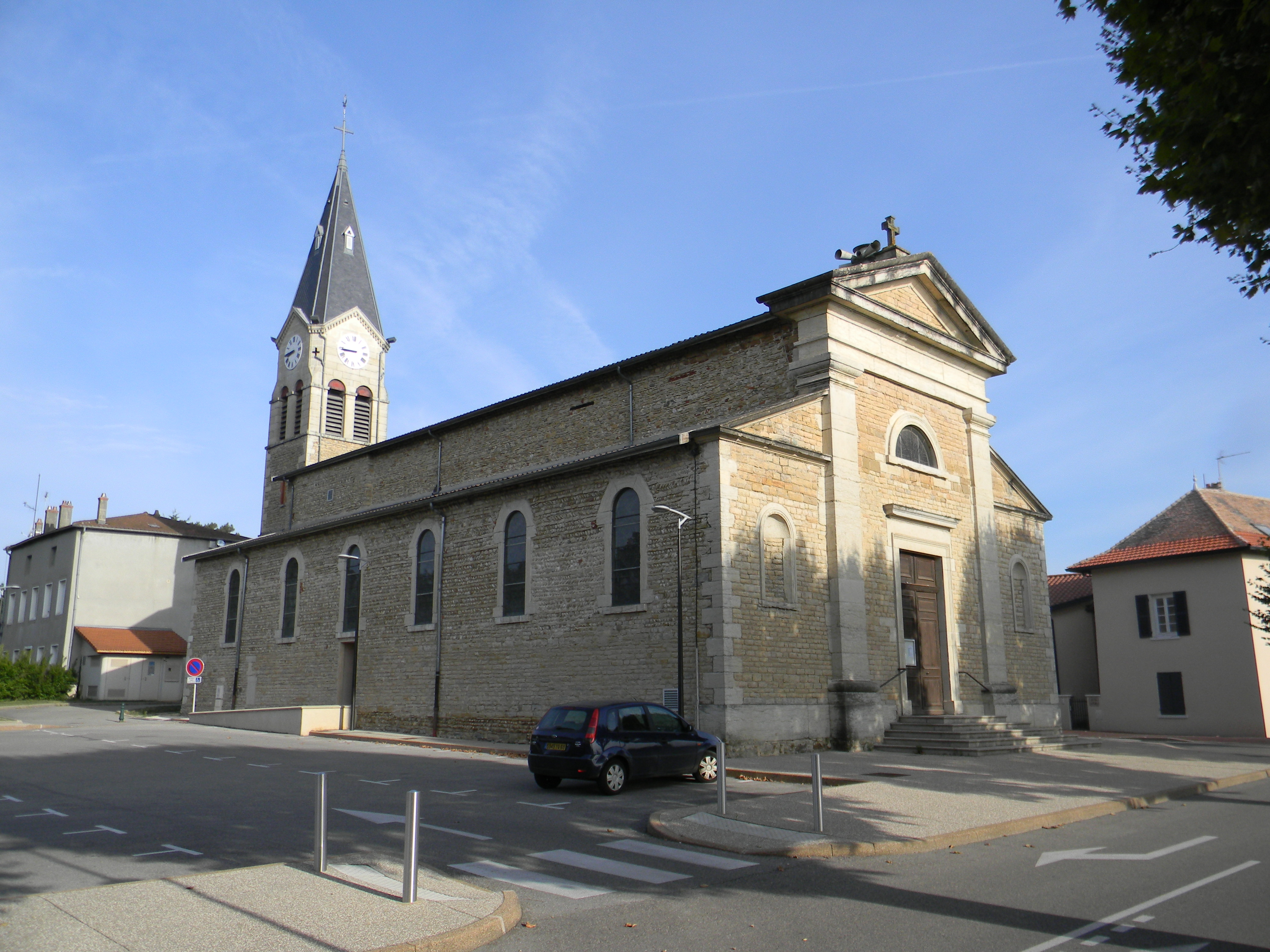
Kirche Saint-Vierge

## Mit der Gemeinde verbundene Persönlichkeiten
- Jean Parédès (1914–1998), Schauspieler, hier geboren
- Rémy Vercoutre (* 1980), Tormann des Fußballvereins Olympique lyonnais, hat in der Gemeinde gewohnt.
- Cédric Bardon (* 1976), früherer Spieler der Fußballvereine Olympique lyonnais und Stade Rennais, wohnt in der Gemeinde. Er trainiert eine junge Gruppe des örtlichen Fußballs.
- Rayan Cherki (* 2003), Fußballspieler, in Pusignan geboren